# Большаков, Иван Викторович
Ива́н Ви́кторович Большако́в (род. 20 октября 1984) — российский политолог и политик, руководитель аналитического управления Российской объединённой демократической партии «Яблоко».

## Биография
Родился 20 октября 1984 года в Москве.
В 2002 году окончил среднюю общеобразовательную школу № 156 и школу искусств № 11 им. Г. В. Свиридова. В 2009 году окончил отделение политологии Международного независимого эколого-политологического университета (МНЭПУ). Учился в аспирантуре Российского государственного гуманитарного университета  и на совместной программе «фундаметальная социология» Московской высшей школы социальных и экономических наук (Шанинка) и Манчестерского университета, магистр социологии (Шанинка) и PGDip in Sociology (University of Manchester).
В 2010—2013 годах — преподаватель кафедры политологии, экополитологии и глобалистики МНЭПУ, в 2011 году преподавал на кафедре культуры мира и демократии факультета истории, политологии и права РГГУ, читал лекции по политической теории и российской политике.
В 2011—2015 — участвовал в проектах Российского совета по международным делам.
Член Российской ассоциации политической науки и исследовательского комитета РАПН по сравнительному изучению партийных и избирательных систем.
Автор ряда научных и экспертных статей в журналах «Полис», «Полития», «Свободная мысль», «Власть», «Russian Politics and Law», «Независимой газете» и на сайтах Политком.ру, Полит.ру и др.

## Политическая деятельность
С 2002 года — член партии «Яблоко». В 2005-2008 годах возглавлял московское «Молодёжное Яблоко», был одним из основателей молодёжного движения «Оборона», дважды избирался членом Координационного совета движения. В 2008—2014 — заместитель председателя московского отделения партии «Яблоко», с 16 июня 2012 года — член федерального бюро «Яблока».
В 2005 году — кандидат в депутаты Московской городской Думы четвёртого созыва по списку партии «Яблоко».
В 2005—2007 годах — работал помощником депутата Мосгордумы Сергея Митрохина
В 2007 году — кандидат в депутаты Государственной Думы РФ.
В 2007—2009 годах — член Молодёжной Палаты при Московской городской Думе, принимал участие разработке ряда законодательных инициатив.
В мае 2007 года против Большакова было возбуждено уголовное дело по ч.2 ст.318 УК РФ, его обвинили в том, что он якобы сломал руку подполковнику милиции Александру Каплунову во время проведения митинга в защиту жителей посёлка Бутово. 29 декабря 2008 года Большаков был приговорён к 5 годам лишения свободы условно. Верховный Суд РФ в мае 2011 года оставил приговор в силе. Партия «Яблоко» не согласна с приговором и считает уголовное дело сфабрикованным по политическим мотивам.
В марте 2009 года инициировал закрытие 42 групп «ВКонтакте», пропагандирующих национальную и расовую ненависть в сети Интернет.
14 января 2011 года выступил против участия лидера партии «Яблоко» Сергея Митрохина в акции памяти футбольного болельщика Егора Свиридова совместно с националистами и фанатами.
С 2016 года — руководитель аналитического управления «Яблока». В июле 2017 года вместе с другими аналитиками партии подсчитал стоимость военной операции РФ в Сирии.
В 2018 году — политический директор избирательной кампании Григория Явлинского на президентских выборах 2018 года (результат на выборах — 1,05 %), в 2019 году — политический директор избирательной кампании Евгения Бунимовича на выборах депутатов Московской городской Думы по 6 избирательному округу (результат на выборах — 40,56 %).
15 декабря 2019 года на XXI съезде «Яблока» по предложению Николая Рыбакова был избран заместителем председателя партии и занимал этот пост до декабря 2023 года.
Во время конституционной реформы 2020 года входил в Общественный конституционный совет и был одним из авторов альтернативных проектов изменения Конституции РФ
С декабря 2023 года — член Федерального политического комитета партии.